# Тест Курнакова
Тест Курнакова, также известный как реакция Курнакова, представляет собой химический тест, который различает пары цис- и транс-изомеров [PtA2X2] (A = NH3, X = галоген или псевдогалогенид). При обработке тиомочевиной транс-дигалогениды дают менее растворимые белые продукты, тогда как цис-дигалогениды дают более растворимые жёлтые продукты. Этот тест до сих пор используется для анализа образцов лекарственного препарата цисплатин, но он представляет, в основном, педагогический интерес, так как демонстрирует транс-эффект.
Тест разработал советский химик Николай Курнаков.

## Применение
Тест Курнакова иногда используется для обнаружения трансплатины в образцах лекарственного препарата цисплатин. В горячем водном растворе цис-соединение реагирует с водной тиомочевиной (tu) с образованием более тёмно-жёлтого раствора, из которого при охлаждении осаждаются жёлтые иглы хлорида [Pt(tu)4]Cl2. Транс-соединение даёт бесцветный раствор, из которого при охлаждении осаждаются белоснежные иглы транс-[Pt(tu)2(NH3)2]Cl2.